# Botho von Oldenburg
Botho von Oldenburg (* 15. Dezember 1814 in Beisleiden, Ermland; † 14. Mai 1888 ebenda) war ein preußischer Großagrarier und Politiker.

## Herkunft und familiäres Umfeld
Botho Karl Elimar Adalbert Gottvertrau von Oldenburg entstammte dem Adelsgeschlecht Oldenburg, einem ursprünglich zur Ritterschaft des Erzbistums Bremen gehörenden, seit 1262 nachgewiesenen uradeligen Geschlecht, das sich schon früh über Mecklenburg ausbreitete und das später Zweige in Dänemark, Ostpreußen und dem Baltikum begründete. Er gehörte zum ostpreußischen Zweig der Mecklenburger Linie.

## Leben und politisches Wirken
Der Familientradition folgend trat er in die preußische Armee ein, verließ aber die Armee bald nach dem Acancement zum Rittmeister, um sich der Verwaltung seines umfangreichen ererbten agrarischen Besitzes zu widmen. Da ihm in Ost- und Westpreußen reichlich Landbesitz gehörte, begann er sich auch mit agrarpolitischen Fragen und Problemen zu beschäftigen, die ihn schließlich 1878 als Delegierten des grundbesitzenden Adels Ostpreußens in das Preußische Herrenhaus brachten, dem er als Mitglied bis zu seinem Tod 1888 angehörte. Oldenburg war bis auf Lebenszeit berufen. Schon vorher hatte er aus seinem Hauptgut Beisleiden einen Fideikommiss gestiftet und war dessen 1. Fideikommissherr geworden. Außer Beisleiden gehörten ihm auch die Güter Köllmisch-Wollwitten im Kreis Preußisch Eylau und Januschau im Kreis Rosenberg in Westpreußen. Darüber hinaus war er Rechtsritter des Johanniterordens.
Botho von Oldenburg war dreimal verheiratet. Aus seiner 2. Ehe mit Marie von Arnim (* 1829; † 1868) gingen zwei Söhne, aus der 3. Ehe mit Marie Gräfin zu Eulenburg eine Tochter, Marie (gen. Misa; * 1870), verheiratet mit Botho von Steegen (* 1862; † 1911) auf Groß Steegen, hervor. Marie von Oldenburg-Beisleiden galt als gut situiert und findet im Adressbuch der Millionäre Erwähnung. Berühmt und je nach politischer Sichtweise berüchtigt, wurde sein 2. Sohn Elard von Oldenburg-Januschau (* 1855; † 1937) auf Januschau, der als konservatives Reichstagsmitglied während des Kaiserreiches und in der Weimarer Republik von großem politischen Einfluss war. Als Erbe übernahm dieser auch vom Vater das Majorat samt Rittergut Beisleiden mit den Nebengütern Mollwitten, Bothoswalde, Perguschen, Glamslack, Stilgen, Groß Wolla (1938 bis 1945 Großwallhof), Ludwigsgabe und Legden A, zusammen 2044 ha Land.